# Ноне
Ноне (итал. None) је насеље у Италији у округу Торино, региону Пијемонт.
Према процени из 2011. у насељу је живело 7507 становника. Насеље се налази на надморској висини од 248 м.

## Становништво
Према резултатима пописа становништва 2011. у општини је живело 7.998 становника.
| 1931. | 1936. | 1951. | 1961. | 1971. | 1981. | 1991. | 2001. | 2011. |
| ----- | ----- | ----- | ----- | ----- | ----- | ----- | ----- | ----- |
| 2.461 | 2.415 | 2.661 | 2.860 | 4.942 | 7.084 | 7.722 | 7.761 | 7.998 |